# 贺家湾乡
贺家湾乡是中国陕西省延安市延川县下辖的一个乡。

## 行政区划
贺家湾乡下辖以下行政区：
贺家湾村、金家沟村、曹家沟村、园则沟村、邓家硷村、杨家山村、张家湾村、西沟河村、梁家岔村、赵山湾村、肖家沟村、董家沟村、郭家塔村、白家塬村、五眼泉村、虎白山村、刘家河村、白家硷村